# رادولف گیگر
رادولف گیگر (آلمانی: Rudolf Gyger؛ زادهٔ ۱۶ آوریل ۱۹۲۰) بازیکن فوتبال اهل سوئیس است.
از باشگاه‌هایی که در آن بازی کرده‌است می‌توان به باشگاه فوتبال سروت ۱۸۹۰ اشاره کرد.
وی همچنین در تیم ملی فوتبال سوئیس بازی کرده‌است.